# Герцена (станция метро)
«Ге́рцена» (укр. «Ге́рцена») — станция Киевского метрополитена, строительство которой планировалось на Сырецко-Печерской линии между станциями «Лукьяновская» и «Дорогожичи». Выход со станции планировался  в исторической местности Загоровщина в районе пересечения улиц Герцена и Ромоданова (быв. Пугачёва). Проектное название — по близлежащей одноимённой улице, в честь русского писателя-философа Александра Герцена.

## История строительства
Строительство станции предполагалось начать в середине 1990-х годов. Станция была спроектирована пилонной. Выход со станции планировался вблизи Киевского мотоциклетного завода и Института международных отношений (в прошлом — Высшая партийная школа при ЦК КПУ).
Однако Киевский мотоциклетный завод уже сворачивал свою деятельность в экономически тяжелые 1990-е годы, что, в свою очередь, уменьшило пассажиропоток в этом районе. В связи с этим, в целях экономии и ускорения строительства линии по срокам, от строительства станции было решено отказаться.
Станция должна была открыться вместе со станцией «Дорогожичи», но городская власть приняла решение в 2000 году открыть только «Дорогожичи», а на месте станции «Герцена» была построена совмещённая тягово-понизительная подстанция (СТП), платформы-мостики в перегонных тоннелях и аварийный выход на поверхность. На заднем дворе Института международных отношений расположен станционный вентиляционный киоск В/К № 220 (ВУ-220).